# Рингач (Молдова)
Рингач (рум. Rîngaci) — село в Єдинецькому районі Молдови. Входить до складу комуни, адміністративним центром якої є село Чепелеуць.
Більшість населення - українці. Згідно з переписом населення 2004 року - 133 особи (59%).